# Crash Bandicoot N. Sane Trilogy
Crash Bandicoot N. Sane Trilogy es una compilación de videojuegos de plataformas de 2017 desarrollada por Vicarious Visions y publicada por Activision. Incluye remakes de los primeros tres juegos de la serie Crash Bandicoot: Crash Bandicoot (1996), Cortex Strikes Back (1997) y Warped (1998); que fueron desarrollados originalmente por Naughty Dog para PlayStation. Lanzado inicialmente para PlayStation 4, luego fue portado a Nintendo Switch, Windows y Xbox One en 2018.
N. Sane Trilogy recibió críticas generalmente positivas de los críticos, con elogios por sus gráficos, diseño de niveles, jugabilidad mejorada y fidelidad a los originales, aunque algunos criticaron su alta dificultad. El juego había vendido 20 millones de unidades en junio de 2024.

## Jugabilidad
N. Sane Trilogy es una colección de remakes de los tres primeros videojuegos de la serie Crash Bandicoot (Crash Bandicoot, Crash Bandicoot 2: Cortex Strikes Back y Crash Bandicoot 3: Warped), que cuentan con el personaje protagonista Crash Bandicoot, un marsupial mutante que debe atravesar varios niveles para detener al malvado Dr. Neo Cortex. Al igual que en los videojuegos originales, Crash utiliza técnicas de giro y salto para derrotar a los enemigos, romper las cajas y recoger artículos como Frutas Wumpa, vidas extra y la máscara protectora Aku-Aku. La trilogía agrega nuevas características en los tres videojuegos, incluyendo puntos de control unificados, menús de pausa y sistemas de guardado, incluyendo el guardado manual y automático, y pruebas contrarreloj, que se introdujeron por primera vez en Warped y cuenta con la posibilidad de jugar como Coco Bandicoot, la hermana menor de Crash. 
La trilogía agrega DLCs que contienen dos niveles: Stormy Ascent (Un nivel que fue eliminado por Naughty Dog del primer videojuego original de la saga por ser muy difícil) y Future Tense, un nivel futurista completamente nuevo que se incluye cerca del nivel final de Warped.

## Desarrollo
Los rumores de un nuevo videojuego de Crash Bandicoot para PlayStation 4 se escucharon por primera vez en 2013, con un representante de Activision que afirmó que todavía poseían los derechos de la serie y que estaban explorando formas de recuperarla. El videojuego fue anunciado en el E3 de 2016, siendo desarrollado por Vicarious Visions, el equipo detrás de varios títulos de Skylanders que previamente desarrollaron Crash Nitro Kart (2003), así como los títulos de Crash Bandicoot de Game Boy Advance.
Durante el desarrollo, Vicarious Visions acuñó el término "Remaster Plus" para describir la colección, ya que no rehízo completamente los videojuegos originales, sino que usó la geometría de los niveles originales de Naughty Dog para reconstruir el videojuego desde cero. A medida que los niveles se unían, también agregaron su propio arte, animación y audio. Casi nada del código fuente del videojuego original estaba disponible para los desarrolladores, ya que el motor del videojuego fue escrito especialmente para la PlayStation original y Vicarious Visions no pudo encontrar la manera de usarlo en sistemas más potentes. Sony y Naughty Dog pudieron proporcionar varias mallas poligonales del original, aunque faltaban muchos elementos importantes de ellas y el equipo descubrió que «estaban comprimidas en un formato absurdo que teníamos que decodificar» más allá de que Vicarious Visions miraba comunidades de internet para asegurarse de que tenían la esencia de los videojuegos capturadas. El equipo también hizo que algunos fanáticos probaran el videojuego y diesen notas sobre él en comparación con los originales. En abril de 2017, hubo un concurso para que los fanáticos enviaran ideas para animaciones inactivas para el personaje. También cuenta con resolución de 4K de alta definición y audio remasterizado, incluyendo nuevas grabaciones del diálogo de los videojuegos dadas por los actores de voz más recientes de la franquicia.
Recientemente, en el E3 2018, Activision anunció que un nuevo nivel, Future Tense, estará disponible para las plataformas en donde salga el videojuego a partir del 29 de junio.

## Recepción

### Crítica
Crash Bandicoot N. Sane Trilogy recibió críticas "generalmente favorables" de parte de los críticos, según el sitio web recopilador de reseñas Metacritic.

### Ventas
En el Reino Unido, Crash N. Sane Trilogy fue el videojuego más vendido en su semana de lanzamiento llegando a ser el N°1 por 7 semanas, el primero de la serie Crash Bandicoot, y se convirtió en el lanzamiento exclusivo más vendido del año, superando el récord anteriormente ocupado por Horizon Zero Dawn. Su lanzamiento también fue el lanzamiento más grande de un videojuego en la primera mitad de 2017, detrás de Super Mario Odyssey y Tom Clancy's Ghost Recon Wildlands. El videojuego había vendido más de 2,5 millones de copias en todo el mundo en septiembre de 2017.

## Premios y nominaciones
El videojuego ganó el premio al "Mejor Remake/Remaster" en los premios IGN 2017, mientras que los lectores y el personal de Game Informer lo votaron como el "Mejor Videojuego de Acción Remasterizado" y el "Mejor Remaster/Remake" en el suyo. También fue nominado para el Premio Tappan Zee Bridge por "Mejor Remake" en los New York Game Awards 2018, y ganó por las categorías "Videojuego, Clásico Resucitado" y "Videojuego de Aventura Original" en los NAVGTR Awards.